# Національний парк Голестан
Національний парк Голестан (перс. پارک ملی گلستان) — природоохоронна територія на північному сході Ірану. Розташований на території трьох провінцій — Хорасан, Голестан і Семнан. Парк включає територію листяного і вологого тропічного лісу. На його території знаходиться двадцятиметровий водоспад Гулістан. Інший великий водоспад — Шірабад — являє собою цілий ланцюг водоспадів із загальним перепадом висот близько 80 м.

## Історія
Національний парк Голестан — це перший національний парк в Ірані. До 1957 року це був район полювання під назвою «Ліс Голестан». Однак в 1957 році Голестан став заповідником «Альма і Ішкі». З 1976 року цей заповідник загальною площею 126 тисяч гектарів називається Національним парком Голестан. У 1978 році частина цього району під назвою заповідник «Тархуд» була відокремлена від національного парку, а лісовий масив площею близько 92 тисяч гектарів став заповідником.
У 1977 році національний парк Голестан був визнаний міжнародними організаціями Скарбницею біосфери. Це єдиний зразок лісового масиву помірно-дощової зони в ланцюжку скарбниць біосфери на планеті. З того часу Голестан зберігає свій статус.

## Рельєф
Національний парк Голестан є гірським районом, що розташований на східних передгір'ях гірського хребта Ельбурс. Пейзаж цього району змінюється від скелястих гір, ущелин, горбистих рівнин, гірських і степових лісів до плоских і сухих рівнин в східній частині.
Заповідник прорізає річка Мадарсу, яка розділяє заповідник на дві частини, північну і південну. Висоти місцевості в цьому районі коливаються між 350 і 2400 м над рівнем моря. Найменшу висоту в Національному парку Голестан має район Танграм, найбільшу — пік Діварі-Кеджі.

## Клімат
На сході і південному сході переважає сухий клімат. Середня і північна частина парку відрізняються напівсухим кліматом, а в західній і південно-західній частинах можна зустріти напіввологий клімат. Таке кліматичне розмаїття спричинило за собою і різноманіття фауни, рослинного покриву, і перетворило його в скарбницю біосфери. Як наслідок, зовнішній вигляд, загальний пейзаж парку різко відрізняється в цих трьох районах.

## Флора
Основними рослинами в національному парку Голестан є широколисті вологолюбні дерева: інжир, малач, мушмула, каркас або кам'яне дерево, дика груша, гранатове дерево, шовковиця тощо. Також тут можна зустріти велику кількість папоротей, а у сухіших районах поширені зарості барбарису, саксаулу, тамариску, астрагала, верблюжої колючки і інших видів степових рослин.

## Фауна

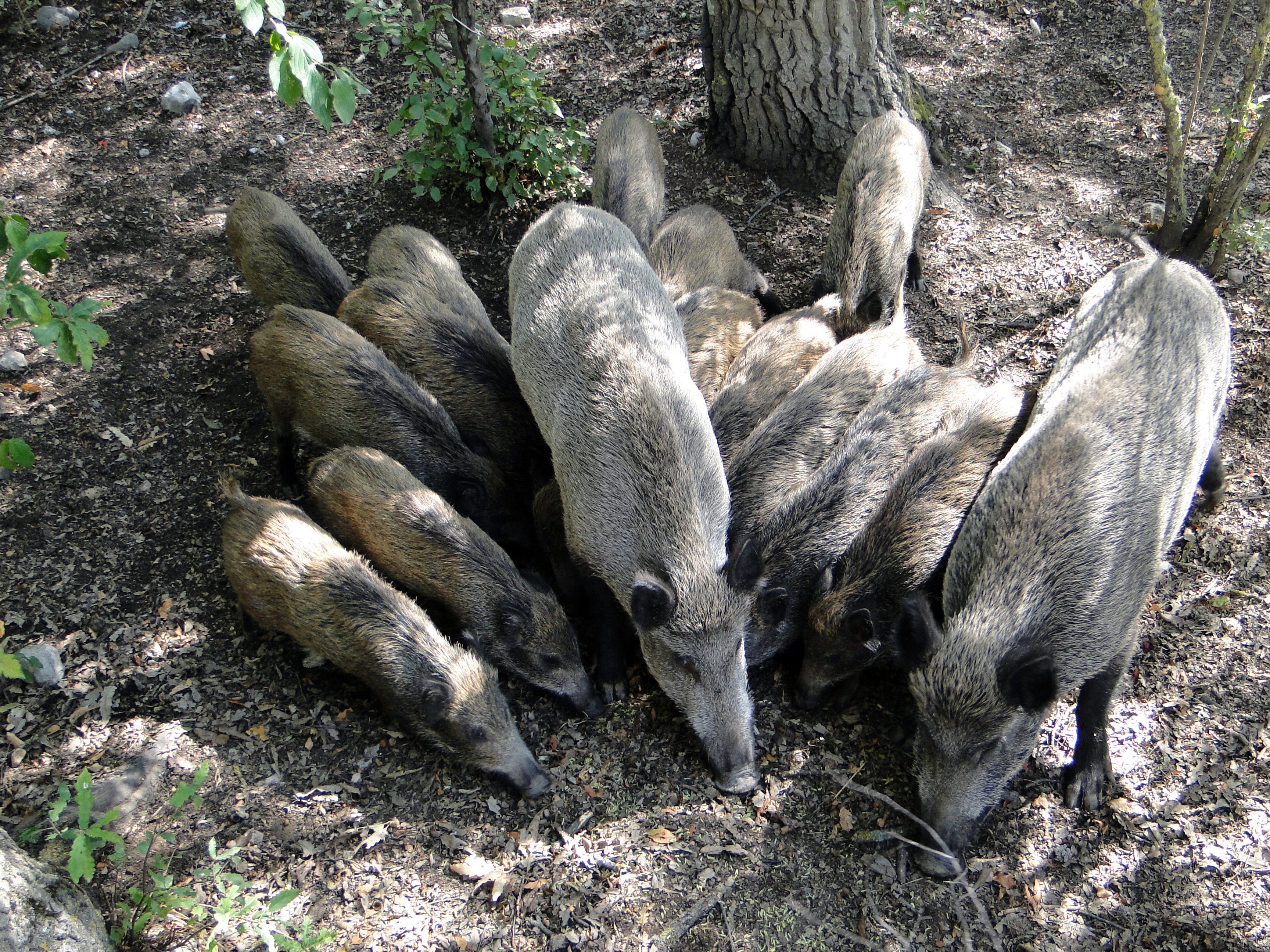
Родина кабанів у Національному парку Голестан

Природні умови парку створили тут сприятливі умови для проживання ссавців та інших тварин. В лісах заповідника водяться олені та газелі. У степових районах можна зустріти антилоп, гірських козлів і баранів, а також гепарда. У більшості районів заповідника водяться леопарди, кабани, бурі ведмеді, вовки, шакали, рисі та дикі кішки.
Парк Гулістан також відрізняється різноманіттям пернатих. 62 види птахів мешкають в цьому парку на постійній основі, ще 21 вид перелітних птахів поселяється тут в холодний період, 19 зупиняються в цьому парку на перельоті. У їх числі можна виділити жайворонка, скопу. Мисливські птахи представлені тут перепілкою, тетеруком, фазаном, сірою куріпкою тощо. У числі хижих птахів і стерв'ятників виділяються соколи, яструби, білохвостий орел, балобан. Вони не тільки контролюють поголів'я мисливських птахів, гризунів та інших тварин, а й забезпечують загальну гігієну парку. Національний парк Гулістан являє собою місце проживання безлічі дрібних і співочих птахів, в тому числі горобців, дятлів, солов'їв, красногрудок, синиць та інших. Ці птахи, в свою чергу, грають важливу роль в контролюванні чисельності рослинних паразитів і черв'яків.